# Deer Trail
Deer Trail es un pueblo ubicado en el condado de Arapahoe en el estado estadounidense de Colorado. En el año 2000 tenía una población de 598 habitantes y una densidad poblacional de 230 personas por km².

## Geografía
Deer Trail se encuentra ubicada en las coordenadas 39°36′57″N 104°2′35″O / 39.61583, -104.04306.

## Demografía
Según la Oficina del Censo en 2000 los ingresos medios por hogar en la localidad eran de $30.481, y los ingresos medios por familia eran $35.357. Los hombres tenían unos ingresos medios de $31.324 frente a los $21.750 para las mujeres. La renta per cápita para la localidad era de $16.000. Alrededor del 5,5% de la población estaban por debajo del umbral de pobreza.